# 陆海国际中心
陸海國際中心，又称为重庆100，是位於中國重慶市渝中区的一座摩天大樓，高458.2公尺。建築工程自2012年開始，2022年7月封頂，2025年4月9日外立面幕墙完工，是目前重慶第一高樓、中國第九高樓。

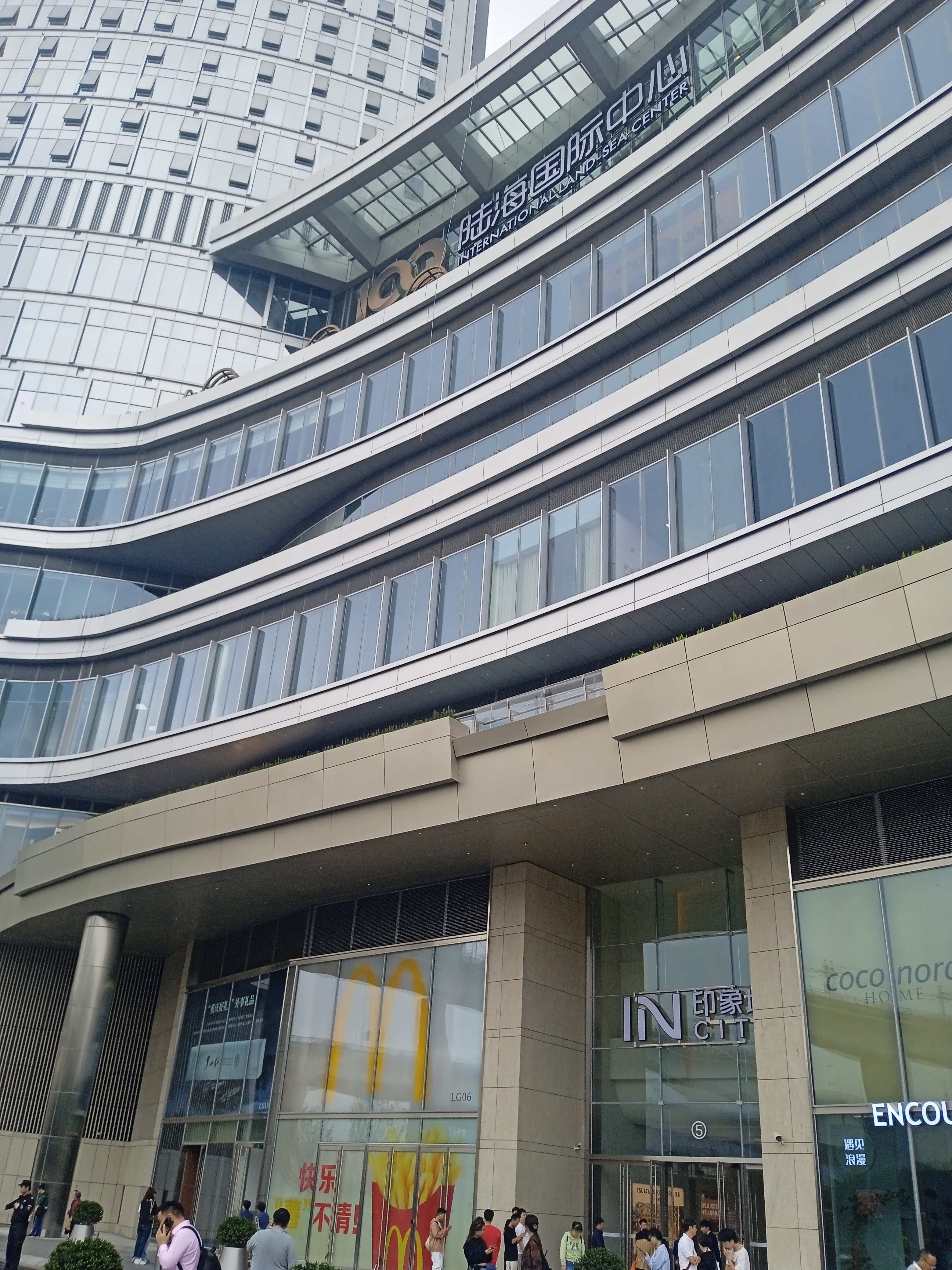
陸海國際中心底部的商业区

## 建设历程

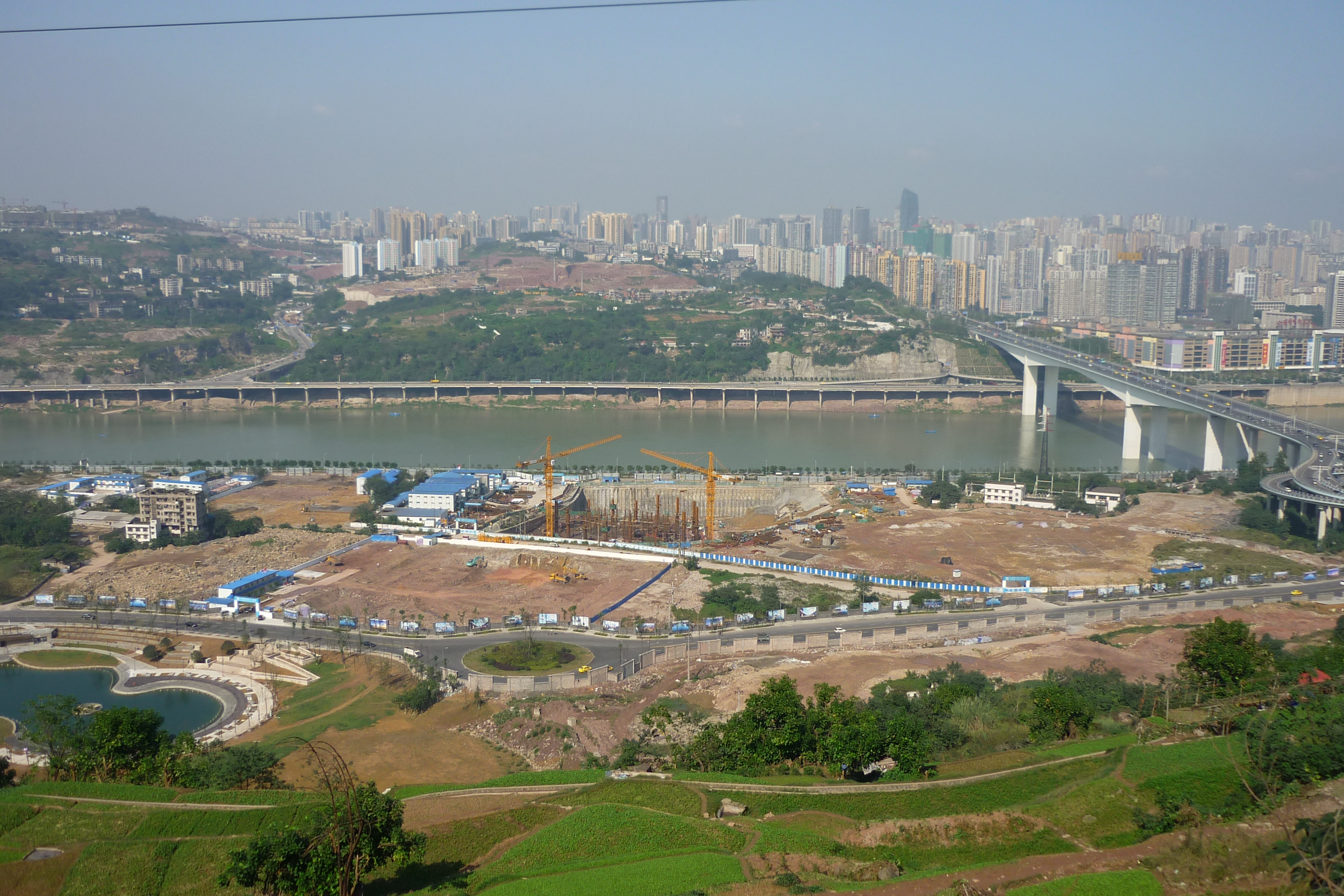
2010年

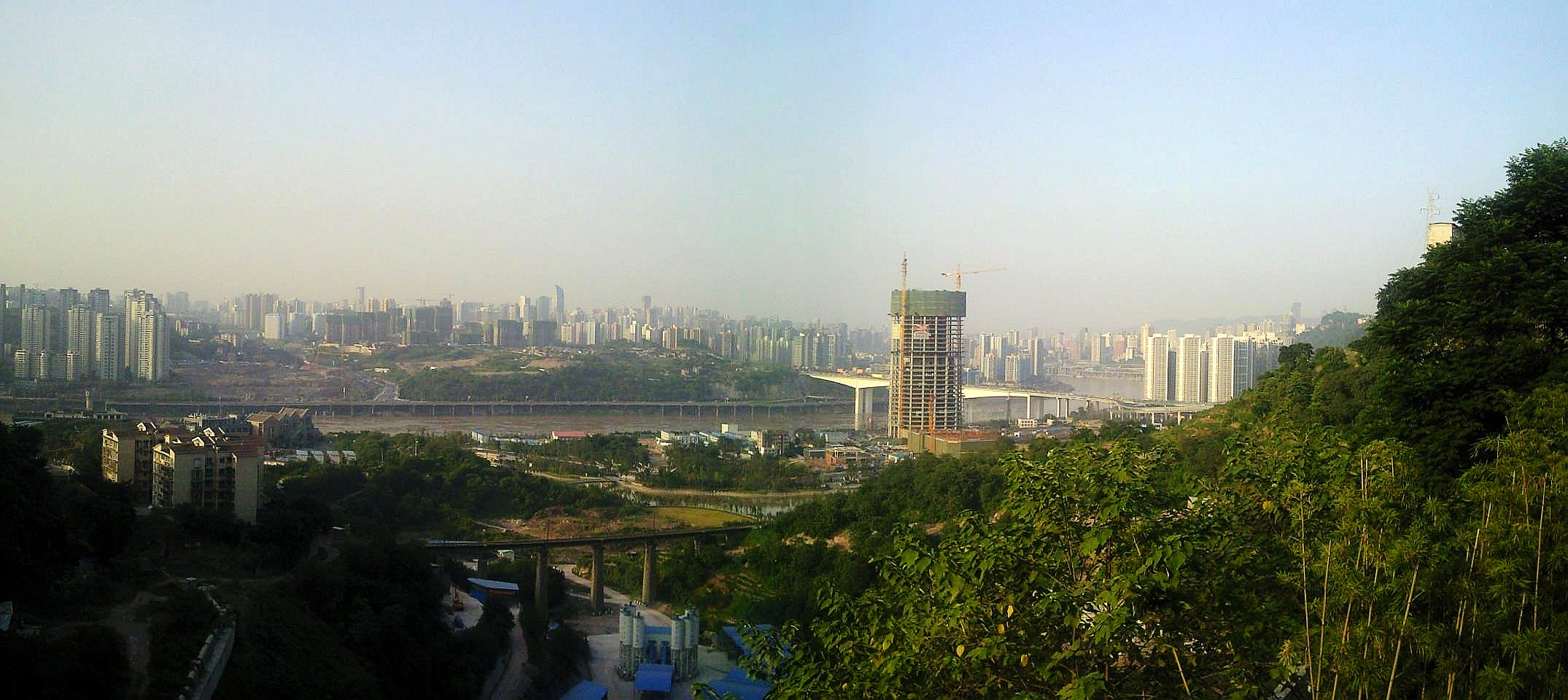
2016年

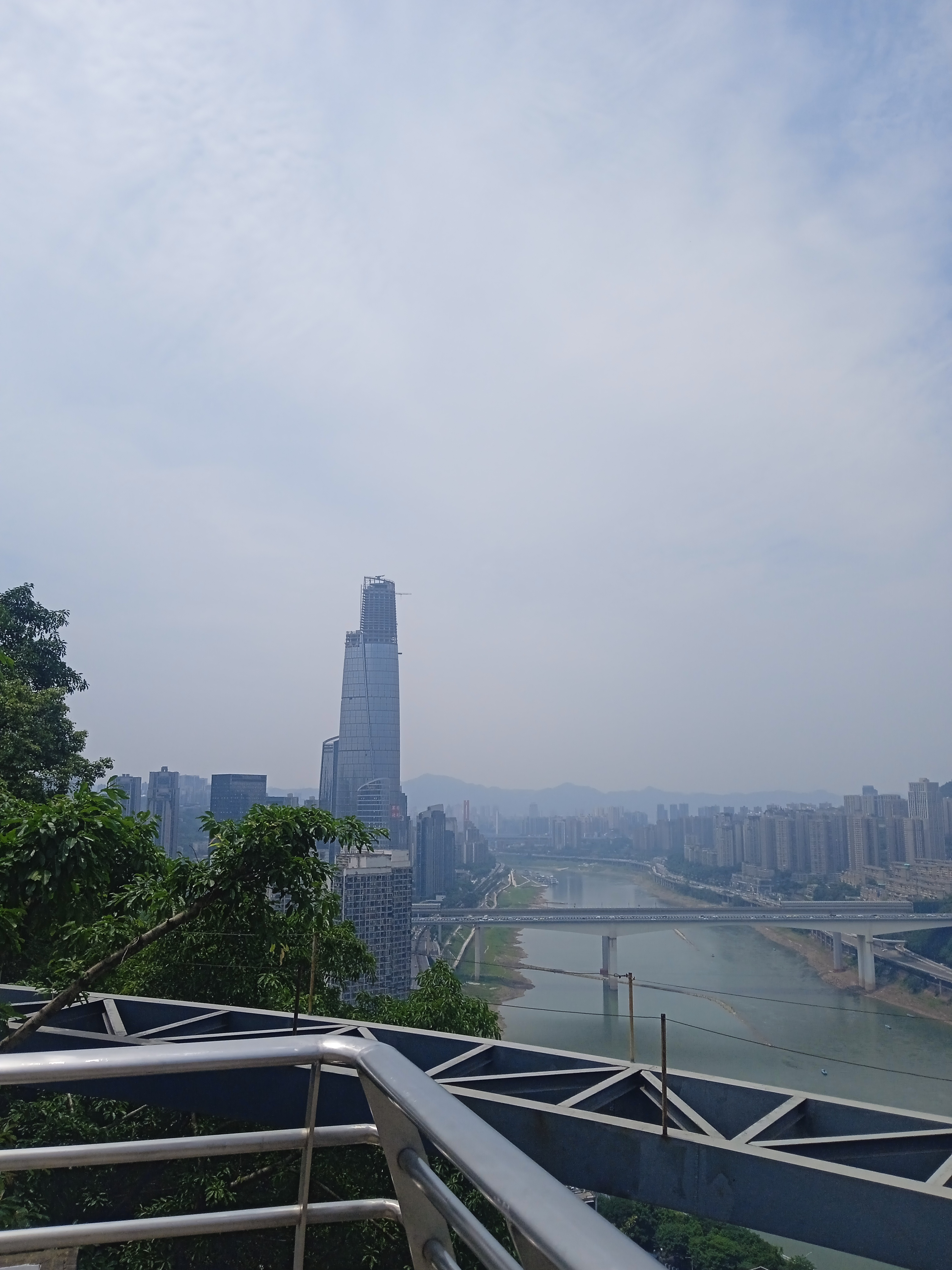
2024年